# Hans-Henning Ginzel
Hans-Henning Ginzel (* 1988 in Fürstenfeldbruck) ist ein deutscher Komponist und Cellist. Er ist vor allem im Bereich Kammermusik sowie Orchester tätig.

## Leben und Werk
Ginzel studierte Violoncello und Komposition in München und Madrid, u. a. bei Moritz Eggert und Jan Müller-Wieland. Während seiner Ausbildung nahm er an Meisterkursen u. a. bei Wolfgang Rihm, Hans Zender, Wolfgang Boettcher, Lothar Zagrosek, Martyn Brabbins oder Jörg Widmann teil.
Als Kammermusiker musizierte Ginzel u. a. gemeinsam mit Henri Bonamy, Moritz Eggert, Salome Kammer oder Peter Eötvös. 2012 gründete er das Arcis Cello Quartett, das er ebenso leitet wie das Münchner ensemble hartmann21. Er hatte Engagements u. a. bei Musica Viva und der Münchener Biennale. Gemeinsam mit seinem Vater Reiner Ginzel tritt er außerdem unter dem Namen GinzelDuello auf.
Für seine Tätigkeit als Komponist wurde Ginzel wiederholt ausgezeichnet. Er komponierte u. a. im Auftrag der Münchner Philharmoniker, der Weidener Max-Reger-Tage, des Tonkünstlerverbands, der Technischen Universität München und des Freistaats Bayern. Seine Werke wurden auf nationalen (Schleswig-Holstein Musik Festival) und internationalen Festivals aufgeführt. Im Rundfunk waren seine Kompositionen u. a. bei BR-Klassik, Deutschlandradio, ORF sowie SWR zu hören. 2016 war der Dokumentarfilm „Putins geheimes Netzwerk“ (ZDF Frontal21), zu dem Ginzel die Musik schrieb, beim deutschen Fernsehpreis für den Besten Dokumentarfilm nominiert. Daneben ist er als Juror bei jugend komponiert Bayern sowie dem Karl Amadeus Hartmann-Kompositionswettbewerb tätig.
Als Dirigent arbeitete Ginzel u. a. mit dem Tonkünstler-Orchester Niederösterreich, Ensemble Sonor und der Neuen Philharmonie München zusammen. 2018 gründete er mit der Karl-Amadeus-Hartmann-Gesellschaft die Konzertreihe #Listen#Out in München. Ginzel ist u. a. Mitglied im Tonkünstlerverband Bayern sowie im Deutschen Komponistenverband. Im Frühjahr 2020 begann Ginzel, unter dem Hashtag #intimatepiano regelmäßige musikalische Livestreams auf verschiedenen Online-Plattformen anzubieten. 2021 übernahm er die Fachleitung in Fach Musik am Internat Solling.
Im Herbst 2023 wurde die Dokumentation White Angel – Das Ende von Marinka, zu dem Ginzel die Filmmusik geschrieben hatte, als Eröffnungsfilm beim Internationalen Leipziger Festival für Dokumentar- und Animationsfilm gezeigt. 2024 erhielt der Film einen großen Preis ("grand award") bei den New York Festivals in der Sparte "TV & Film".

## Auszeichnungen & Stipendien (Auswahl)
- 2020: 32. Siegburger Kompositionswettbewerb, 1. Preis für „A(t)men“[6]
- 2018/19: Residenzstipendium Cité Internationale des Arts Paris
- 2016: Sondershäuser Kompositionspreis, 2. Preis
- 2014: Kompositionswettbewerb der internationalen Hugo-Wolf-Akademie, 1. Preis
- 2013: Nachwuchsförderpreis Carl-von-Ossietzky-Kompositionspreis
- 2013: Sonderpreis 9. International Sun River Composition Competition (Chengdu, Sichuan, VR China)
- 2012: Harald-Genzmer-Kompositionswettbewerb, 1. Preis

## Werke (Auswahl)
Ginzels Œuvre umfasst zurzeit rund 100 Werke, darunter zehn Orchester- und 13 Ensemblewerke, sechs Kammeropern, elektronische Musik, Lieder und Chorwerke sowie 28 Kammermusikstücke.

### Orchester
- Zero (2019)
- Chiffre 1517 (Sopran und Kammerorchester, 2017)
- Die Kunst, sie hielt mich zurück (2016/2020)
- Orion (2012)
- Prolog zu einem Film (2010/2014)
- Bilder (2010/2019)

### Musiktheater/Oper
- Der Club der Metzger (2018)
- Vier Skizzen einer Identität (2018)
- Eisscherben (2017)
- Tierliebe (2016)

### Chor
- Rénlèi (2017)

### Konzerte
- Triptychon (2017/2018)

### Ensemble
- ... etwas, das dahinter lag (2019)
- Gefallene Blüten (2017)
- Adam(u) (2016)
- Emojis (2016)
- Echo (2016)
- Blendung (2014/2016)
- Dreamcatcher (2011)

### Weiteres
- Außerdem zahlreiche Kompositionen in den Gattungen Lied, elektronische Musik und Kammermusik.

## Diskographie (Auswahl)
- Matchpoint. Werk für Violine, Violoncello und vier Tennisbälle, M Music Records 2020.
- Impression/Expression. Schostakowitsch/Ginzel/Franck. Werke für Violoncello und Klavier, M Music Records 2019.
- Verschiedene Singles mit Arcis Cello Quartett, M Music Records 2019.
- Violon2ello. Musik für zwei Violoncelli, (Werke von Bernhard Romberg, Friedrich August Kummer, Johann Sebastian Bach, Sebastian Lee, Justus Johann Friedrich Dotzauer, Frédéric Chopin, Claude Debussy, Peter Mieg, Jacques Offenbach, Edward Elgar, Reiner Ginzel) Solo Musica 2017.
- Poiesis. Zyklus aus zehn Miniaturen für Klavier Solo, M Music Records 2015.
- White Angel – Das Ende von Marinka. Filmmusik. Kobrow Musik-Verlag 2023.